# Gap-Analyse
Die Gap-Analyse (englisch gap, „Lücke, Differenz“; auch: Lückenanalyse) ist in der Betriebswirtschaftslehre ein strategisches Planungs- und Kontrollinstrument, das die Abweichung zwischen dem angestrebten Sollwert und dem vorhandenen oder erwarteten Istwert analysieren soll. Siehe auch Soll-Ist-Vergleich.

## Allgemeines
Das Organisationsmittel der Gap-Analyse ist ein objektiv-statistisches Prognoseverfahren, das primär bei der künftig erwarteten Entwicklung betriebswirtschaftlicher Kennzahlen (wie Cashflows, Gemeinkosten, Umsatzerlöse, Gewinn oder Return on Investment) angewandt werden kann. Die künftige Marktentwicklung kann dazu führen, dass das Produktionsprogramm (bestehend aus Produkten oder Produktgruppen, Dienstleistungen) durch verschiedene Gründe (wie Marktsättigung, Produktlebenszyklus, neue Substitutionskonkurrenz durch Substitutionsgüter, Auslauf von Patenten) bedroht sein kann und deshalb Alternativen entwickelt werden müssen, wie die zu erwartende Lücke geschlossen werden kann.

## Ablauf
Grundgedanke der Gap-Analyse ist die Extrapolation der Daten (Marktdaten, Unternehmensdaten) aus der Vergangenheit in die Zukunft unter Beibehaltung der gegenwärtigen Unternehmenspolitik auch während des Planungshorizontes. Als Verfeinerung kann auch die Trendextrapolation mit exponentieller Glättung genutzt werden.
Die Ermittlung der Lücke erfolgt in mehreren Schritten. Zunächst wird die Vergangenheit in Zeitreihen erfasst, die durch Trendextrapolation in die Zukunft fortgeschrieben wird. Die hieraus abgeleitete Kurve ist die Entwicklungslinie des operativen Kerngeschäfts, das eine – künftig konstant bleibende – Unternehmenspolitik erfordert. In einem weiteren Schritt wird das Produktprogramm im Hinblick auf seine Wachstums- und Ertragspotenziale untersucht (Wachstumsmarkt, Zukunftsmarkt, Marktsättigung oder Schrumpfmarkt). Erweiterungen der Gap-Analyse versuchen, das Prognose-Risiko durch Einbeziehung von Eintrittswahrscheinlichkeiten für verschiedene Anspruchsniveaus zu vermindern.

## Arten

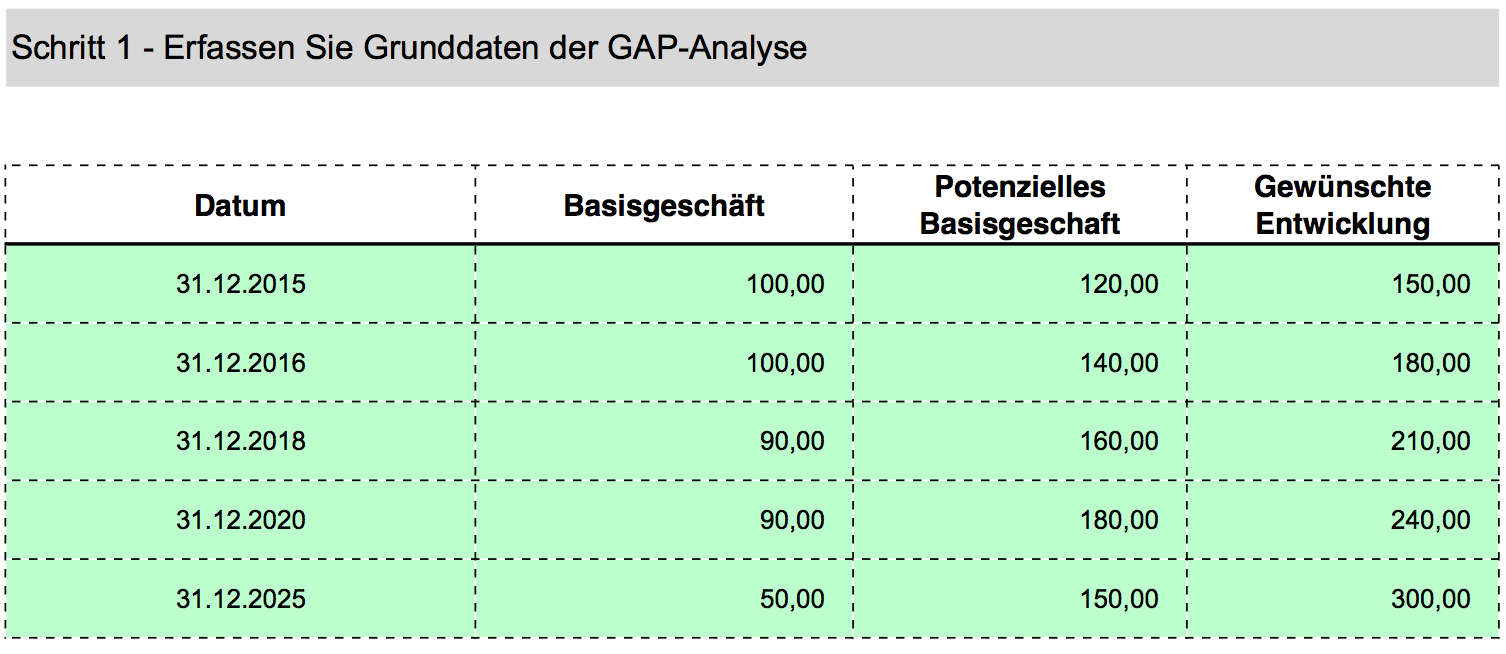
Beispieldaten

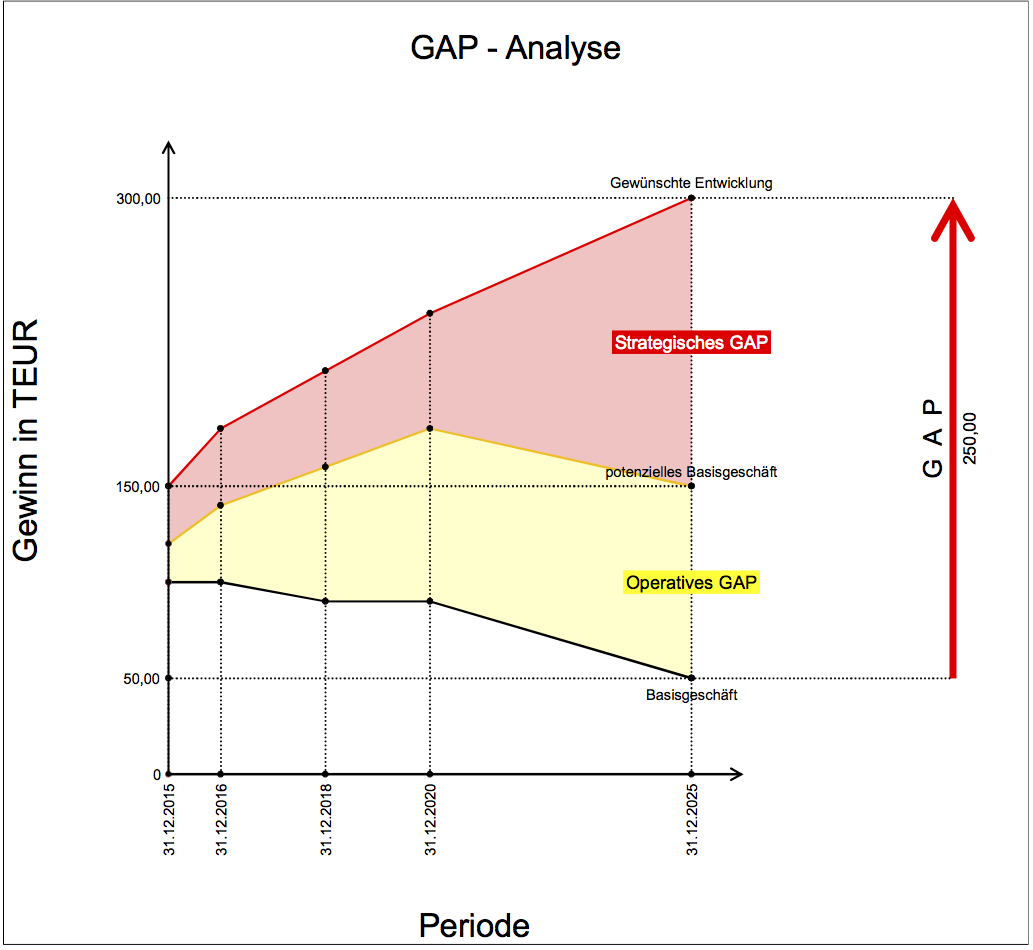
GAP-Diagramm zu Beispieldaten

Im Hinblick auf die Lücken wird zwischen operativer und strategischer Lücke unterschieden. Eine operative Lücke kann bei gegebenen Unternehmensstrukturen durch Verbesserung der operativen Planung geschlossen werden, während die Schließung einer strategischen Lücke allgemein einer neuen Produkt-Markt-Matrix bedarf oder einer Anpassung der Unternehmensstruktur an geänderte Rahmenbedingungen.

### Strategische Lücke
Die strategische Lücke (vom potenziellen Kerngeschäft zum Sollwert (=Entwicklungsgrenze)) kann nur durch zusätzliche strategische Maßnahmen geschlossen werden. Diese Lücke kann geschlossen werden, indem neue Produkt-/ Marktkombinationen unter Berücksichtigung aller zukünftig verfügbaren Marktpotenziale des Unternehmens erschlossen werden.

### Operative Lücke
Die operative Lücke lässt sich durch das Ausnutzung aller Ressourcen schließen (Optimierung des derzeitigen Kerngeschäfts), hierbei unterscheidet man zwischen Leistungs- und Wettbewerbslücke. Beide zusammen bilden die operative Lücke, das erreichte Niveau wäre das potenzielle Kerngeschäft (der Istwert ist das Kerngeschäft).
Hierbei wird häufig zwischen Leistungs- und Wettbewerbslücke differenziert.
- Leistungslücke: Teilbereich der operativen Lücke, die sich durch eine realistische Wahrnehmung aller Rationalisierungspotenziale schließen ließe. Diese Leistungslücke unterzieht sich einer Analyse der durch den Umsatz erzielten Erlöse.
- Wettbewerbslücke: Teilbereich der operativen Lücke, die unter Ausschöpfung aller weiteren Potenziale des Unternehmens (über die Rationalisierungspotenziale hinaus) geschlossen werden könnte.

## Wirtschaftszweige
Insbesondere im Bank- und Versicherungswesen dient die Gap-Analyse der Absicherung gegen die Volatilität des Zinsergebnisses bei Zinsänderungen in einer Folge von Rechnungsperioden.

### Bankwesen
Das Zinsergebnis setzt sich im Bankwesen aus dem Zinsaufwand für das Einlagengeschäft und dem Zinsertrag aus dem Kreditgeschäft zusammen. Steigt nun das Zinsniveau, so werden sich im Regelfall Zinsaufwand und Zinsertrag nicht proportional erhöhen, sondern zwischen beiden wird eine Lücke entstehen. Ein Zinsrisiko entsteht dann, wenn die zinstragenden Aktiva und Passiva nicht gleich groß sind und sich deshalb eine zinssensitive Lücke auftut. Je nachdem, ob die aktivischen oder passivischen Positionen im Laufzeitband überwiegen, besteht ein Aktiv- oder Passivüberhang, der sich aus der Gap-Analyse ergibt.
Beispiel
Eine Bank stellt einem Kreditnehmer einen Kredit über 1000 Geldeinheiten (GE) mit einer Laufzeit von 12 Monaten gegen einen Festzins von 3 % zur Verfügung. Die (in der Praxis nicht sinnvolle) Refinanzierung soll vollständig durch ein Tagesgeld mit variablem Habenzins von 2,25 % erfolgen, so dass am ersten Tag {\displaystyle t_{1}} die Kreditmarge 0,75 % beträgt. Ab {\displaystyle t_{30}} steigt der Habenzins auf 2,75 % an und liegt am Fälligkeitstag des Kredits ({\displaystyle t_{360}}) bei 3,30 %.
| Finanzprodukt  | Zinsertrag (ZE)/Zinsaufwand (ZA) in GE {\displaystyle t_{1}} | Zinsertrag (ZE)/Zinsaufwand (ZA) in GE {\displaystyle t_{30}} | Zinsertrag (ZE)/Zinsaufwand (ZA) in GE {\displaystyle t_{360}} |
| -------------- | ------------------------------------------------------------ | ------------------------------------------------------------- | -------------------------------------------------------------- |
| Festzinskredit | 300,0 ZE                                                     | 300,0 ZE                                                      | 300,0 ZE                                                       |
| Tagesgeld      | 225,0 ZA                                                     | 275,0 ZA                                                      | 330,0 ZA                                                       |
| Kreditmarge    | 075,0 ZE                                                     | 025,0 ZE                                                      | −30,0 ZA                                                       |

Die Kreditmarge ist in diesem Fall das Gap, das zum Zeitpunkt {\displaystyle t_{360}} sogar negativ ist. Hier wurde das Zinsänderungsrisiko zu Lasten der Bank wirksam. Die Gap-Analyse zeigt, dass es sinnvoll ist, wenn Kreditinstitute im Kredit- und Einlagengeschäft überwiegend mit kongruenten Festzinsen oder variablen Zinsen arbeiten, was bei der Fristentransformation jedoch neue Finanzrisiken zur Folge hat. Liegen Prognosen über die künftige Entwicklung des Marktzinses vor, können je nach Entwicklungsrichtung des Zinses auch variable Zinsen angeboten werden.
Im Bankwesen ist auch die Liquiditätsablaufbilanz eine typische Gap-Analyse.

### Lebensversicherungen
Mit Hilfe der Gap-Analyse kann bei Lebensversicherungen ermittelt werden, welche Differenz (englisch gap) {\displaystyle DG} zwischen den zinssensitiven Aktiva {\displaystyle SA} und den zinssensitiven Passiva {\displaystyle SL} besteht:
{\displaystyle DG=SA-SL}.
Gemessen werden diese Größen in Geldeinheiten. {\displaystyle DG} ist der Betrag, der in der betrachteten Rechnungsperiode wieder angelegt wird. Hat sich bei der Wiederanlage der Marktzins geändert, so ist diese nur zu den neuen Zinsbedingungen möglich.

## Wirtschaftliche Aspekte
Die Gap-Analyse ist eine abgeleitete Analyse, welche die Umfeld- und die Unternehmensanalyse grafisch miteinander in Beziehung setzt. Sie zwingt dazu, Zielvorgaben präzise zu definieren und durch Quantifizierung zu konkretisieren. Sie verleitet aber dazu, strategische Überlegungen nur innerhalb bestehender Geschäftsbereiche bzw. Produktionslinien anzustellen und eine Gesamtbetrachtung zu vernachlässigen. Als Schwäche ist das Ausklammern nicht-quantifizierbarer Größen anzusehen. Die strategische Relevanz qualitativer Größen (wie beispielsweise Betriebsklima, Stakeholder Values) bleibt unberücksichtigt.
Von Messproblemen wird weitgehend abstrahiert. Ebenfalls zu wenig berücksichtigt werden unternehmensexterne Entwicklungen, die oftmals sehr dynamischen Veränderungen unterliegen und nicht perfekt extrapoliert werden können. Auch die reine Extrapolation von Vergangenheitswerten ist unter diesem Gesichtspunkt kritisch zu betrachten. Bei konsequenter Durchführung kann die Gap-Analyse jedoch als Frühwarnsystem fungieren.
Instrumente der strategischen Planung wie Lebenszykluskonzept, Erfahrungskurve, Portfolio-Technik, Benchmarking, Zielkostenmanagement, Lean Management können die Gap-Analyse begleiten.